# S.W.O.R.D.
S.W.O.R.D. (Sentient World Observation and Response Department) es una agencia de ficción de contraterrorismo e inteligencia que aparece en cómics estadounidenses publicados por Marvel Comics. Su propósito es tratar las amenazas extraterrestres a la seguridad mundial y es la homóloga espacial de S.H.I.E.L.D., que se ocupa de las amenazas locales para el mundo. En las primeras ediciones de Marvel en español se la denominaba E.S.P.A.D.A..
La organización aparece en WandaVision, serie de Disney+ perteneciente al Universo cinematográfico de Marvel.

## Historial de publicaciones
S.W.O.R.D. apareció por primera vez en Astonishing X-Men vol. 3 # 6 y fue creado por Joss Whedon y John Cassaday.

## Biografía
S.W.O.R.D. es una homóloga de la organización S.H.I.E.L.D., pero desde la salida de Nick Fury como director de S.H.I.E.L.D., las relaciones entre las dos organizaciones se pusieron tensas. El jefe de S.W.O.R.D. es la Agente Especial, Abigail Brand. Su cuartel general de mando y control principal está a bordo de la estación espacial orbital conocida como el Pico.
S.W.O.R.D. tenía un agente encubierto en la Mansión-X. En Astonishing X-Men vol. 3, # 17, la identidad de este operativo encubierto se reveló como Lockheed.

### Imparable
Los asombrosos X-Men, Hisako Ichiki, Ord del Breakworld y Danger son llevados al espacio profundo por S.W.O.R.D. y la agente Abigail Brand. Los psíquicos de S.W.O.R.D. son incapaces de detectar a Cassandra Nova en la psíquica destrozada de Emma Frost. Aunque emocionalmente herida, Emma se recuperó lo suficientemente rápido para estar presente para la salida del equipo al Breakworld, donde planeaban desactivar un misil dirigido a la Tierra. Antes de llegar a Breakworld, fueron atacados por naves enemigas. Después de crear un desvío, los X-Men y la agente Brand aterrizaron en el planeta, donde el agente Deems estaba siendo torturado en la cárcel.
Brand, Cíclope, Emma Frost y Bestia aterrizaron juntos, mientras que Wolverine, Hisako, Coloso y Kitty Pryde aterrizaron en otra parte. La nave espacial de Wolverine se desintegró en el aire y se vieron obligados a abandonar la nave. Kitty y Coloso pasaron a través de la vaina a la superficie del planeta, donde aterrizaron ilesos. Hisako y Wolverine aterrizaron con el impacto, quemando la piel de Wolverine.
Otro equipo formado por Lockheed, Sydren y S.W.O.R.D. se reunió en un lugar llamado "el Palacio del Cadáver", que supuestamente estaba conectado con la profecía, afirmando que Coloso destruirá el planeta.
La Agente Brand finalmente informó a Kitty que Lockheed está trabajando para S.W.O.R.D. como su agente encubierto. Sintiéndose traicionada, Kitty tuvo problemas para confiar en Lockheed de nuevo durante algún tiempo.

### "Invasión secreta"
Durante la Invasión Secreta, la sede de S.W.O.R.D. llamada Pico es destruida por un Skrull infiltrado, haciéndose pasar por Dum Dum Dugan de S.H.I.E.L.D. Muchos agentes mueren en la explosión inicial, aunque otros sobreviven debido a trajes ambientales hostiles. Brand, encerrada en uno de los trajes, logra abrirse camino en uno de las naves Skrull.

### "Reinado Oscuro"
Durante la historia del Reinado Oscuro, S.H.I.E.L.D. es reformado como H.A.M.M.E.R. por Norman Osborn. La posición de S.W.O.R.D. bajo H.A.M.M.E.R. aún no ha sido revelada. En Beta Ray Bill: la miniserie, Godhunter, Beta Ray Bill visita al agente Brand a bordo del Pico reconstruido para obtener información sobre el paradero de Galactus.

## S.W.O.R.D.Volumen 1
Durante el Comic Con de Chicago de 2009, se anunció que Kieron Gillen colaborará con Steven Sanders en una serie en curso de S.W.O.R.D. que comenzó en noviembre de 2009. La nueva serie comienza con Henry Peter Gyrich siendo asignado como co-comandante de S.W.O.R.D. junto a Abigail Brand.
En el primer arco, Gyrich puede persuadir a los jefes de S.W.O.R.D. a aprobar legislación para que todos los alienígenas que actualmente viven en la Tierra sean deportados del planeta, mientras Brand se distrajo con otra misión. Ella maneja en llevar a varios extranjeros notables en la custodia, incluyendo a Noh-Varr, Adám X, Beta Ray Bill, Jazinda, Karolina Dean y Hepzibah.
La serie fue cancelada con la edición # 5. La primera publicación comenzó con ventas directas estimadas de 21.988, pero que habían caído a 15.113 en la segunda emisión.
El Pico es evacuado más adelante después de ser dañado por los gemelos del Apocalipsis. Los escombros de la estación casi destruyen Río de Janeiro, pero fueron vaporizados con seguridad por Sunfire.
La organización se muestra funcionando sin problemas cuando se envía un equipo de captura para tomar la custodia de refugiados extranjeros y un equipo de asistencia paramédica a la Escuela Jean Grey. Ambos equipos son asesinados por la misma amenaza basada en Brood.
La estación reconstruida es alcanzada por los simbiontes extranjeros y los guerreros Brood. El personal de la estación es tomado por los anfitriones.

## S.W.O.R.D.Volumen 2
S.W.O.R.D. se relanzó en diciembre de 2020 como parte de "Reign of X". Escrito por Al Ewing y dibujado por Valerio Schiti, el equipo inicial estaba formado por Abigail Brand, Cable, Frenzy, Fabian Cortez, Magneto, Manifold y Wiz Kid.

## Miembros
| Personaje     | Alias                  | Unido en               | Notas |
| ------------- | ---------------------- | ---------------------- | ----- |
| Abigail Brand | Abigail Brand          | S.W.O.R.D. (vol. 2) #1 |       |
| Cable         | Nathan Summers         | S.W.O.R.D. (vol. 2) #1 |       |
| Frenzy        | Joanna Cargill         | S.W.O.R.D. (vol. 2) #1 |       |
| Fabian Cortez |                        | S.W.O.R.D. (vol. 2) #1 |       |
| Magneto       | Max Eisenhardt         | S.W.O.R.D. (vol. 2) #1 |       |
| Manifold      | Eden Fesi              | S.W.O.R.D. (vol. 2) #1 |       |
| Wiz Kid       | Takashi "Taki" Matsuya | S.W.O.R.D. (vol. 2) #1 |       |

| Personaje       | Alias         | Unido en                                      | Notas                                                                                  |
| --------------- | ------------- | --------------------------------------------- | -------------------------------------------------------------------------------------- |
| Abigail Brand   | Abigail Brand | Astonishing X-Men (vol. 3) #10                | Líder                                                                                  |
| Sydren          | Sydren        | Astonishing X-Men (vol. 3) #10                | Un Drenx que es experto en piratear y trabajar en tecnología alienígena.               |
| Agente Paulletz | Desconocido   | Astonishing X-Men (vol. 3) #20                |                                                                                        |
| Cecilia         | Cecilia       | S.W.O.R.D. #2                                 |                                                                                        |
| K'eel R'kt      | K'eel R'kt    | Infinity: Against the Tide: Infinite Comic #1 | Un oficial científico Skrull que fue rescatado de los Constructores por Silver Surfer. |

Miembros anteriores:
- Agente Deems – Un agente autista de S.W.O.R.D.
- Bestia
- Benjamin Deeds – Un mutante con habilidades de transformación.
- Cabeza de Muerte
- Henry Peter Gyrich
- Lockheed
- Manifold Tyger – Un técnico parecido a un tigre que trabajaba en secreto para la Orden de Providian.
- Mindee – Un alias de Irma Cuckoo de Stepford Cuckoos.
- Reilly Marshall – Un exagente de S.H.I.E.L.D. y S.W.O.R.D. que actualmente trabaja para el Consejo de Seguridad de la ONU.
- Spider-Woman

## En otros medios

### Televisión
- S.W.O.R.D. aparece en la segunda temporada de The Avengers: Earth's Mightiest Heroes, episodio, "Bienvenido al Imperio Kree".[12] Carol Danvers y Abigail Brand se muestran como agentes de S.W.O.R.D., donde la nave capturada de Kang el Conquistador, Damocles, es operada como base de S.W.O.R.D., aunque S.W.O.R.D. todavía tiene problemas para acceder a todos a bordo de Damocles. la nave se ve comprometida por los invasores soldados Kree dirigidos por Kalum Lo, que utilizan al esclavo Sydren, un experto técnico, para acceder a la computadora de Damocles para que el Kree pueda obtener el control de la nave. Cuando Damocles es reclamado de los Kree por Abigail Brand, Sydren es liberado por Abigail a cambio de que se una a S.W.O.R.D., y lo hace. S.W.O.R.D. entonces logra comprometer a la nave de guerra Kree, mientras Los Vengadores derrotan a Ronan el Acusador. En "Invasión Secreta", el Skrull pasándose como Henry Peter Gyrich, establece una bomba en la base S.W.O.R.D. Sydren detectó la bomba mientras ordena a todos que salgan antes de que explote la base.

- El equipo creativo detrás de la serie de televisión del Universo cinematográfico de Marvel Agents of S.H.I.E.L.D. tenía la intención de incorporar a S.W.O.R.D., pero el permiso fue negado por Marvel Studios.[13]

- S.W.O.R.D. aparece en la serie de Disney+ WandaVision (2021). Esta versión del nombre completo de la organización es Sentient Weapon Observation Response Division (en español: División de respuesta de observación de armas sensibles)[14] y fue fundada por María Rambeau para contener las amenazas extraterrestres, después también extradimensionales. Después de los sucesos de Avengers: Infinity War y Avengers: Endgame, recuperaron el cuerpo de Visión en Wakanda y bajo el director interino Tyler Hayward, investigaron Westview, Nueva Jersey, después de que Wanda Maximoff se apoderara de la ciudad con un maleficio. Bajo las órdenes de Hayward, Visión se reactiva utilizando los poderes de Wanda desde un dron. Al final, Wanda abre la barrera hexagonal para permitir que los residentes de Westview escapen, pero inadvertidamente permite que Hayward y varios agentes de S.W.O.R.D. entren. Sin embargo, los hijos de Wanda, Billy y Tommy, los desarman, mientras que la exagente de S.W.O.R.D., Monica Rambeau y la astrofísica Darcy Lewis confrontan a Hayward, quien más tarde fue arrestado por el FBI por alterar pruebas.

### Película
- Originalmente se tenía la intención de que S.W.O.R.D. apareciese en la película del Universo cinematográfico de Marvel de 2011, Thor, en una escena eliminada poscréditos donde Erik Selvig dice a Jane Foster y Darcy Lewis que "hagan referencias cruzadas... con la base de datos de S.W.O.R.D.". Debido a las complicaciones de los derechos cinematográficos con 20th Century Fox, que en ese momento era dueño de los X-Men y ciertos miembros de S.W.O.R.D., como Lockheed y Abigail Brand (hasta la adquisición de los activos de cine y televisión de 21st Century Fox por Disney en 2019) se eliminó.[15]

- En la escena poscréditos de Spider-Man: lejos de casa de 2019, se puede ver una gran estación espacial en órbita alrededor de la Tierra que alberga varios skrulls y un Nick Fury de vacaciones, que recuerda mucho a la base de S.W.O.R.D. conocida como Pico VII, aunque Marvel no ha confirmado si ambas están relacionadas o no.[16]

### Videojuegos
- S.W.O.R.D. aparece en el juego de video Marvel Super Hero Squad 2009. Aparece como una versión malvada de S.H.I.E.L.D. que Silver Surfer encuentra en una dimensión alternativa.
- S.W.O.R.D. aparece en Marvel: Avengers Alliance Tactics (un spin-off de Marvel: Avengers Alliance). El juego fue cerrado en octubre de 2014.
- S.W.O.R.D. aparece como referencia en el videojuego de Square Enix Marvel Guardians of the Galaxy de 2021. En el planeta Maklu IV se encuentra una nave estrellada de origen terrano perteneciente a S.W.O.R.D. aparentemente marcada como riego biológico.